# Ida Ladstätter
Ida Ladstätter (Sankt Jakob in Defereggen, 13 febbraio 1965) è un'ex sciatrice alpina austriaca.

## Biografia
Specialista delle prove tecniche, Ida Ladstätter ottenne il primo risultato di rilievo in Coppa del Mondo il 25 marzo 1982 sulle nevi di San Sicario, piazzandosi 7ª in slalom gigante; l'anno dopo conquistò la medaglia di bronzo nello slalom speciale ai Mondiali juniores di Sestriere 1983, nella gara vinta dall'italiana Fulvia Stevenin davanti alla cecoslovacca Alexandra Mařasová, e il 5 gennaio 1986 salì per la prima volta sul podio in Coppa del Mondo, giungendo 3ª in slalom speciale a Maribor dietro alla connazionale Roswitha Steiner e alla svizzera Erika Hess.
Il 13 dicembre 1987 si aggiudicò l'unico successo di carriera in Coppa del Mondo, in slalom speciale sul tracciato di Leukerbad, e nella stessa stagione venne convocata per i XV Giochi olimpici invernali di Calgary 1988, sua unica presenza olimpica, dove si classificò 6ª nello slalom speciale. Conquistò l'ultimo podio in Coppa del Mondo il 13 marzo 1990 concludendo 2ª a Vemdalen sempre in slalom speciale, dietro alla connazionale Petra Kronberger, e il 18 marzo seguente ottenne l'ultimo piazzamento in carriera, il 5º posto nello slalom speciale di Coppa del Mondo disputato a Åre. Non ottenne piazzamenti ai Campionati mondiali.

## Palmarès

### Mondiali juniores
- 1 medaglia:
  - 1 bronzo (slalom speciale a Sestriere 1983)

### Coppa del Mondo
- Miglior piazzamento in classifica generale: 15ª nel 1990
- 5 podi (tutti in slalom speciale):
  - 1 vittoria
  - 3 secondi posti
  - 1 terzo posto

#### Coppa del Mondo - vittorie
| Data             | Località  | Paese    | Specialità |
| ---------------- | --------- | -------- | ---------- |
| 13 dicembre 1987 | Leukerbad | Svizzera | SL         |

Legenda:

SL = slalom speciale

### Nor-Am Cup
- Miglior piazzamento in classifica generale: 2ª nel 1985[1]
- Vincitrice della classifica di slalom speciale nel 1985[1]

### Campionati austriaci
- 4 medaglie[2]:
  - 1 oro (slalom speciale nel 1985)
  - 3 argenti (slalom speciale nel 1984; combinata nel 1985; slalom speciale nel 1987)

### Campionati austriaci juniores
- 1 medaglia[2]:
  - 1 bronzo (slalom speciale nel 1983)